# Classe Eurocargo Genova
La classe Eurocargo Genova è costituita da una serie di dieci traghetti ro-ro cargo gemelli appartenenti al Gruppo Grimaldi (Napoli). Sono stati tutti costruiti nel cantiere navale Hyundai Mipo di Ulsan, in Corea del Sud.
L'unità capoclasse, l'Eurocargo Genova, è entrata in servizio di linea nel 2010.

## Navi della classe
| Nome                 | Immagine | Consegnata        | Numero IMO | Identificativo radio ITU            | Note                    |
| -------------------- | -------- | ----------------- | ---------- | ----------------------------------- | ----------------------- |
| Eurocargo Genova     |          | 10 giugno 2010    | 9458951    | I B K H(India-Bravo-Kilo-Hotel)     |                         |
| Eurocargo Malta      |          | 24 agosto 2010    | 9465514    | I B K U(India-Bravo-Kilo-Uniform)   |                         |
| Eurocargo Roma       |          | 30 settembre 2010 | 9465526    | I B A V(India-Bravo-Alfa-Victor)    | già Strait of Dover     |
| Eurocargo Palermo    |          | 30 novembre 2010  | 9465538    | I B A U(India-Bravo-Alfa-Uniform)   | già Strait of Gibraltar |
| Eurocargo Alexandria |          | 10 febbraio 2011  | 9465540    | I B L W(India-Bravo-Lima-Whiskey)   |                         |
| Eurocargo Venezia    |          | 31 marzo 2011     | 9465552    | I B K S(India-Bravo-Kilo-Sierra)    |                         |
| Eurocargo Ravenna    |          | 28 febbraio 2012  | 9471056    | I C M F(India-Charlie-Mike-Foxtrot) |                         |
| Eurocargo Cagliari   |          | 2 maggio 2012     | 9471068    | I C M R(India-Charlie-Mike-Romeo)   |                         |
| Eurocargo Livorno    |          | 28 giugno 2012    | 9471070    | I C M S(India-Charlie-Mike-Sierra)  |                         |
| Eurocargo Bari       |          | 3 settembre 2012  | 9471082    | I C M Q(India-Charlie-Mike-Quebec)  |                         |